# Anthomyia maculigena
Anthomyia maculigena este o specie de muște din genul Anthomyia, familia Anthomyiidae, descrisă de Stein în anul 1913. Conform Catalogue of Life specia Anthomyia maculigena nu are subspecii cunoscute.